# Rabíria (gens)

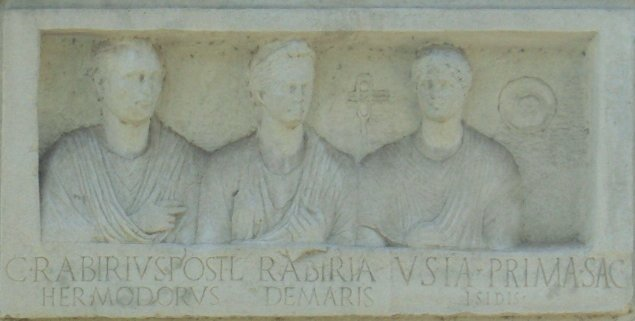
Monumento de Gaius Rabirius Hermodorus, Rabiria Demaris e Usia Prima, sacerdotisa de Isis. Localizado na Via Ápia, provavelmente datando do final do primeiro século a.C. O original está no Palazzo Massimo alle Terme em Roma

A gens Rabiria era uma família plebéia menor da Roma Antiga. Embora de posição senatorial, poucos membros desta gens aparecem na história, e o único conhecido por ter ocupado cargos mais altos no estado romano foi Gaius Rabirius Postumus, que foi pretor por volta de 48 ou 47 a.C.

## Origem
A grande maioria dos Rabirii conhecidos por inscrições viveu na Itália, e uma grande família com esse nome parece ter vivido em Tusculum, uma antiga cidade de Lácio não muito longe de Roma. Outro Rabirii tem o cognome Tiburtinus, indicando que ele ou seus antepassados provavelmente vieram de Tibur, outra cidade do norte do Lácio, não muito longe de Roma e Tusculum, sugerindo fortemente que os Rabirii eram Latinos.

## Praenomina
Os principais praenomina dos Rabirii são Caio e Públio, ambos dos nomes mais comuns ao longo da história romana. Outros praenomina aparecem esporadicamente, incluindo Cneu, Lúcio, Marco, Numério, Quinto e Sexto.

## Membros
- Gaius Rabirius, um senador idoso levado a julgamento em 63 a.C. sob a acusação de perduellio, com base em sua associação com a multidão que matou o tribuno da plebe Lucius Appuleius Saturninus quase quarenta anos antes. Rabirius foi defendido por Cícero sem sucesso, mas escapou da morte quando o julgamento foi interrompido por Quintus Caecilius Metellus Celer.[2][3][4]
- Rabiria, irmã do senador Rabirius, casou-se com Gaius Curius, um publicano, e foi mãe de Gaius Rabirius Postumus.
- Gaius Rabirius C. f. Postumus, nascido Gaius Curius, foi adotado por seu tio, o senador Gaius Rabirius. Ele fez fortuna como agiota, e seu principal cliente era Ptolemeu Auleta, o rei exilado do Egito. Ele foi posteriormente julgado e banido por repetundae, ou extorsão, apesar da defesa de Cícero em 54 a.C., mas foi chamado de volta por César, sob quem serviu durante a Guerra Civil.[5][6][7]
- Rabirius, um filósofo Epicurista.[8]
- Gaius Rabirius, um poeta épico do início do primeiro século. Parece ter escrito sobre as guerras civis que marcaram o fim da República.[9][10][11][12]
- Rabirius, um médico e autor de temas médicos, mencionado por Plínio.[13]
- Rabirius, um arquiteto ativo durante o reinado de Domiciano, a quem foi atribuído o palácio de Rabirius. Sua habilidade artística e vida virtuosa são descritas por Martial.[14][15]
- Rabiria, aparentemente esposa de um certo Cossus, presumivelmente um dos Cornelii Lentuli, embora qual seja incerto.[16]

### Rabirii de inscrições
- Rabiria, possivelmente esposa de Cornélio, mencionada em uma inscrição funerária de Venusia em Apúlia pertencente a Rabiria Modesta, talvez sua filha, datada entre 71 e 130 d.C.[17]
- Rabirius, mencionado em uma inscrição de Tusculum em Lácio.[18]
- Rabirius, mencionado em uma inscrição de Pompeia em Campânia.[19]
- Rabirius, mencionado em uma inscrição de Roma.[20]
- Gaius Rabirius, mencionado junto com Sextus Rabirius em uma inscrição de Fermum em Piceno.[21]
- Gaius Rabirius M. f., mencionado em uma inscrição de Tusculum.[22]
- Gaius Rabirius, mencionado em uma inscrição de Salernum em Campânia, datada do início ou meio do primeiro século d.C.[23]
- Gnaeus Rabirius Cn. f., mencionado em uma inscrição de Tusculum.[24]
- Lucius Rabirius N. f., mencionado em uma inscrição de Tusculum.[25]
- Publius Rabirius, enterrado em Casilinum em Campânia.[26]
- Publius Rabirius, antigo mestre de Rabiria Aucta, Rabiria Prima, Publius Rabirius Apollonius e Publius Rabirius Dama.[27][28]
- Publius Rabirius, antigo mestre de Publius Rabirius Isio, Publius Rabirius Nicias e Publius Rabirius Philargurus.[29]
- Quintus Rabirius, antigo mestre de Rabiria Demetria.[30]
- Sextus Rabirius, mencionado junto com Gaius Rabirius em uma inscrição de Fermo.[21]
- Gaius Rabirius Alexander, mencionado em uma inscrição de Odessus em Mésia Inferior.[31]
- Publius Rabirius P. l. Apollonius, um liberto enterrado em Roma.[28]
- Rabiria P. Ɔ. l. Aucta, uma liberta mencionada em uma inscrição funerária de Roma.[27]
- Rabiria Chrysa, enterrada em Roma com Rabiria Verna em um túmulo construído por seu patrono, Italus.[32]
- Publius Rabirius P. l. Dama, um liberto enterrado em Roma.[28][27]
- Rabiria Demaris, mencionada em uma inscrição de Roma.[33]
- Rabiria Q. l. Demetria, uma liberta enterrada em Roma.[30]
- Rabiria Donata, esposa de Marcus Numisius Hilarus, mencionada em uma inscrição de Casilinum.[34]
- Gaius Rabirius Eniochus, um soldado no século de Decimus Roetius Secundus, estacionado em Roma em 70 d.C.[35]
- Gaius Rabirius C. l. Faustus, um liberto mencionado em uma inscrição de Roma, datada entre 6 e 10 d.C.[36]
- Gaius Rabirius Postumi l. Hermodorus, um liberto, provavelmente de Gaius Rabirius Postumus, mencionado em uma inscrição de Roma.[33]
- Gaius Rabirius C. l. Hilarius, um liberto e mensageiro, enterrado em Narbo em Gália Narbonense.[37]
- Publius Rabirius P. l. Hilarus, um liberto mencionado em uma inscrição funerária de Roma.[38]
- Publius Rabirius Hymnus, filho bebê de Rabiria Phoebe, enterrado em Puteoli em Campânia, com oito meses e cinco dias de idade.[39]
- Publius Rabirius P. Ɔ. l. Isio, um liberto enterrado em Roma.[29]
- Rabiria Modesta, possivelmente filha de Cornélio e Rabiria, enterrada em Venusia, com cinco anos?[17]
- Publius Rabirius P. l. Nicias, um liberto enterrado em Roma.[29]
- Rabiria Oecumene, enterrada em Roma em um túmulo construído por Lucius Marcius Antiochus, datado do primeiro século d.C.; talvez a mesma Rabiria Eucumene mencionada em uma inscrição datada de 9 d.C.[40]
- Publius Rabirius P. l. Philargurus, um liberto enterrado em Roma.[29]
- Rabiria Phoebe, enterrou seu filho bebê, Publius Rabirius Hymnus, em Puteoli.[39]
- Rabiria Postuma, enterrada em Simitthus em África Proconsular, com dezenove anos.[41]
- Rabiria P. Ɔ. l. Prima, uma liberta mencionada em uma inscrição funerária de Roma.[27]
- Gaius Rabirius Primus, enterrado em Simitthus.[42]
- Rabiria Spes, esposa de Nicolaus, enterrada em Cartago em África Proconsular, com trinta e sete anos.[43]
- Publia Rabiria Ɔ. l. Sympha, uma liberta enterrada em Roma.[29]
- Gaius Rabirius Tiburtinus, mencionado em uma inscrição de Ostia em Lácio.[44]
- Rabiria Verna, enterrada em Roma com Rabiria Chrysa, em um túmulo construído por seu patrono, Italus.[32]
- Rabiria Zabulia, enterrada em Simitthus, com vinte e dois anos.[45]